# Lista de ministros da Defesa Nacional de Portugal

Bandeira do ministro da Defesa Nacional, usada desde 1952.

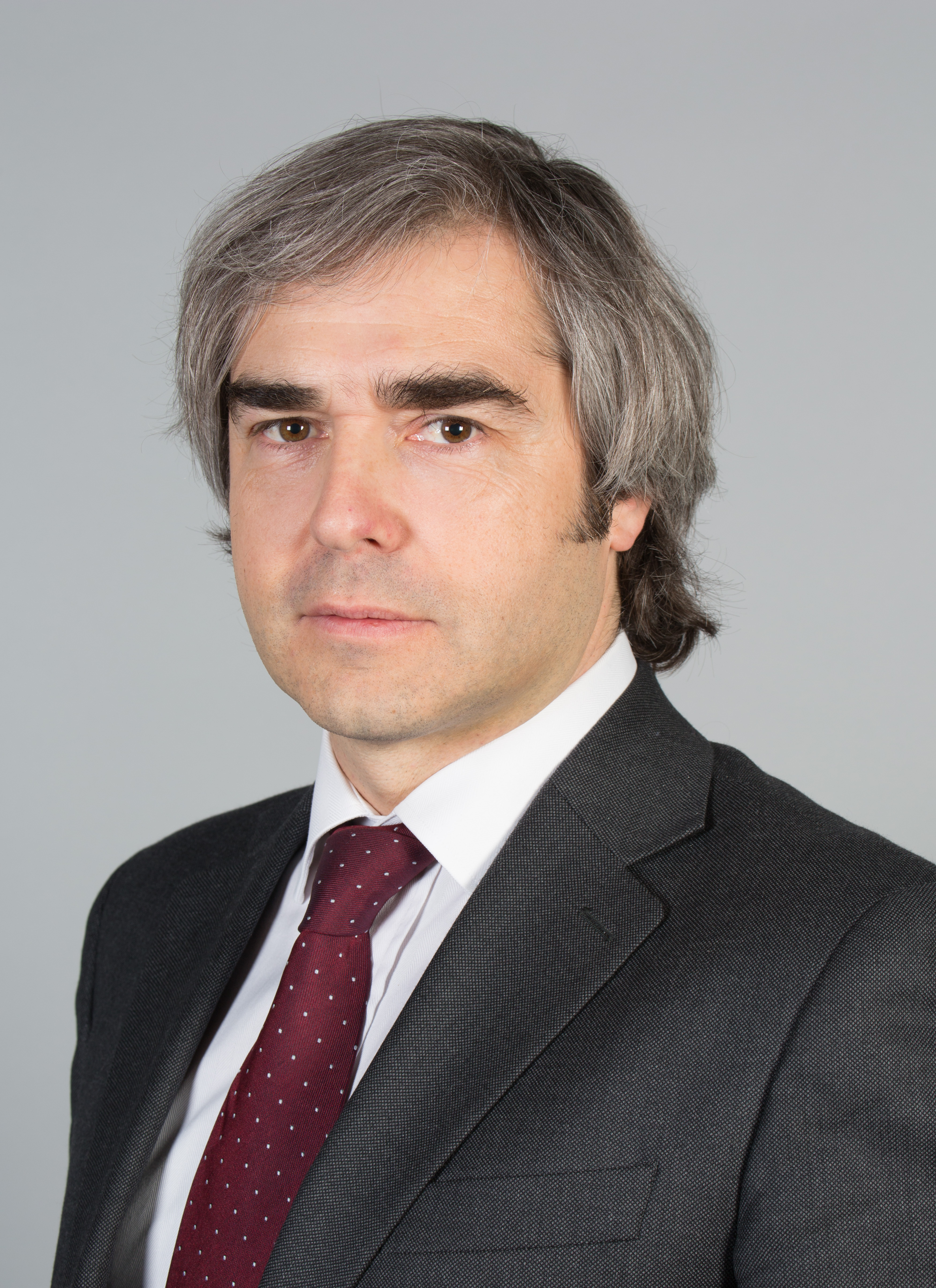
Nuno Melo, atual ministro da Defesa Nacional.

Esta é uma lista de ministros da Defesa Nacional de Portugal entre a criação do Ministério da Defesa Nacional a 2 de agosto de 1950 e atualidade. A lista cobre o período ditatorial do Estado Novo (1933–1974) e o atual período democrático (1974–atualidade).

## Designação
Entre 1950 e o presente, o atual cargo de ministro da Defesa Nacional teve as seguintes designações:
- Ministro da Defesa Nacional — designação usada entre 2 de agosto de 1950 e 6 de abril de 2002:
- Ministro de Estado e da Defesa Nacional — designação usada entre 6 de abril de 2002 e 17 de julho de 2004;
- Ministro de Estado, da Defesa Nacional e dos Assuntos do Mar — designação usada entre 17 de julho de 2004 e 12 de março de 2005;
- Ministro da Defesa Nacional — designação usada desde 12 de março de 2005.

## Numeração
Para efeitos de contagem, regra geral, não contam os ministros interinos em substituição de um ministro vivo e em funções. Já nos casos em que o cargo é ocupado interinamente, mas não havendo um ministro efetivamente em funções, o ministro interino conta para a numeração. Os períodos em que o cargo foi ocupado por órgãos coletivos também não contam na numeração desta lista.
São contabilizados os períodos em que o ministro esteve no cargo ininterruptamente, não contando se este serve mais do que um mandato, e não contando ministros provisórios durante os respetivos mandatos. Ministros que sirvam em períodos distintos são, obviamente, distinguidos numericamente.

## Lista
Legenda de cores
(para partidos políticos)
| Segunda República (1926–1974)           | |                          |                         |                         |         |                                                                                   |
| #                                       | Ministro da Defesa Nacional (Nascimento–Morte) | Retrato                  | Início do mandato       | Fim do mandato          | Governo | Governo                                                                           |
| Estado Novo (1933–1974)                 | |                          |                         |                         |         |                                                                                   |
| 1                                       | Fernando dos Santos Costa (1899–1982) |                          | 2 de agosto de 1950     | 22 de maio de 1957      |         | II Oliveira Salazar                                                               |
| –                                       | Américo Deus Rodrigues Tomás (interino) (1894–1987) |                          | 22 de maio de 1957      | 29 de junho de 1957     |         | II Oliveira Salazar                                                               |
| –                                       | Fernando dos Santos Costa (continuação) (1899–1982) |                          | 29 de junho de 1957     | 14 de agosto de 1958    |         | II Oliveira Salazar                                                               |
| 2                                       | Júlio Carlos Alves Dias Botelho Moniz (1900–1970) |                          | 14 de agosto de 1958    | 13 de abril de 1961     |         | II Oliveira Salazar                                                               |
| 3                                       | António de Oliveira Salazar (1889–1970) |                          | 13 de abril de 1961     | 4 de dezembro de 1962   |         | II Oliveira Salazar                                                               |
| 4                                       | Manuel Gomes de Araújo (1897–1982) |                          | 4 de dezembro de 1962   | 27 de setembro de 1968  |         | II Oliveira Salazar                                                               |
| 5                                       | Horácio José de Sá Viana Rebelo (1910–1995) |                          | 27 de setembro de 1968  | 7 de novembro de 1973   |         | III Caetano                                                                       |
| 6                                       | Joaquim Moreira da Silva Cunha (1920–2014) |                          | 7 de novembro de 1973   | 25 de abril de 1974     |         | III Caetano                                                                       |
| Terceira República (1974–presente)      | |                          |                         |                         |         |                                                                                   |
| #                                       | Ministro da Defesa Nacional (Nascimento–Morte) | Retrato                  | Início do mandato       | Fim do mandato          | Governo | Governo                                                                           |
| Junta de Salvação Nacional (1974)       | |                          |                         |                         |         |                                                                                   |
| –                                       | Junta de Salvação Nacional composta por: António Sebastião Ribeiro de Spínola (Presidente) Francisco da Costa Gomes Jaime Silvério Marques Manuel Diogo Neto Carlos Galvão de Melo José Baptista Pinheiro de Azevedo António Alva Rosa Coutinho |                          | 25 de abril de 1974     | 16 de maio de 1974      |         | ——                                                                                |
| Governos Provisórios (1974–1976)        | |                          |                         |                         |         |                                                                                   |
| 7                                       | Mário Firmino Miguel (1932–1991) |                          | 16 de maio de 1974      | 30 de setembro de 1974  |         | I Prov. Palma Carlos                                                              |
| 7                                       | Mário Firmino Miguel (1932–1991) | II Prov. Vasco Gonçalves | 16 de maio de 1974      | 30 de setembro de 1974  |         |                                                                                   |
| –                                       | Cargo vago |                          | 30 de setembro de 1974  | 3 de outubro de 1974    |         | III Prov. Vasco Gonçalves                                                         |
| 8                                       | Vítor Manuel Rodrigues Alves (por delegação de funções) (1935–2011) |                          | 3 de outubro de 1974    | 24 de fevereiro de 1975 |         | III Prov. Vasco Gonçalves                                                         |
| 9                                       | Silvano Ribeiro (1923–2004) |                          | 24 de fevereiro de 1975 | 19 de setembro de 1975  |         | III Prov. Vasco Gonçalves                                                         |
| 9                                       | Silvano Ribeiro (1923–2004) | IV Prov. Vasco Gonçalves | 24 de fevereiro de 1975 | 19 de setembro de 1975  |         |                                                                                   |
| 9                                       | Silvano Ribeiro (1923–2004) | V Prov. Vasco Gonçalves  | 24 de fevereiro de 1975 | 19 de setembro de 1975  |         |                                                                                   |
| 10                                      | José Baptista Pinheiro de Azevedo (1917–1983) |                          | 19 de setembro de 1975  | 23 de julho de 1976     |         | VI Prov. Pinheiro de Azevedo                                                      |
| Governos Constitucionais (1976-Present) | |                          |                         |                         |         |                                                                                   |
| 11                                      | Mário Firmino Miguel (2.ª vez) (1932–1991) |                          | 23 de julho de 1976     | 22 de novembro de 1978  |         | I Soares                                                                          |
| 11                                      | Mário Firmino Miguel (2.ª vez) (1932–1991) | II Soares                | 23 de julho de 1976     | 22 de novembro de 1978  |         |                                                                                   |
| 11                                      | Mário Firmino Miguel (2.ª vez) (1932–1991) | III Nobre da Costa       | 23 de julho de 1976     | 22 de novembro de 1978  |         |                                                                                   |
| 12                                      | José Alberto Loureiro dos Santos (1936–2018) |                          | 22 de novembro de 1978  | 3 de janeiro de 1980    |         | IV Mota Pinto                                                                     |
| 12                                      | José Alberto Loureiro dos Santos (1936–2018) | V Pintasilgo             | 22 de novembro de 1978  | 3 de janeiro de 1980    |         |                                                                                   |
| 13                                      | Adelino Manuel Lopes Amaro da Costa (1943–1980) |                          | 3 de janeiro de 1980    | 4 de dezembro de 1980   |         | VI Sá Carneiro (até 4 dez. 1980) Freitas do Amaral (desde 4 dez. 1980) (interino) |
| –                                       | Cargo vago |                          | 4 de dezembro de 1980   | 9 de janeiro de 1981    |         | VI Sá Carneiro (até 4 dez. 1980) Freitas do Amaral (desde 4 dez. 1980) (interino) |
| 14                                      | Luís Aníbal de Sá de Azevedo Coutinho (1928–2016) |                          | 9 de janeiro de 1981    | 4 de setembro de 1981   |         | VII Pinto Balsemão                                                                |
| 15                                      | Diogo Pinto de Freitas do Amaral (1941–2019) |                          | 4 de setembro de 1981   | 25 de fevereiro de 1983 |         | VIII Pinto Balsemão                                                               |
| –                                       | Ricardo Manuel Simões Bayão Horta (substituto) (1936–) |                          | 25 de fevereiro de 1983 | 9 de junho de 1983      |         | VIII Pinto Balsemão                                                               |
| 16                                      | Carlos Alberto da Mota Pinto (1936–1985) |                          | 9 de junho de 1983      | 15 de fevereiro de 1985 |         | IX Soares                                                                         |
| 17                                      | Rui Manuel Parente Chancerelle de Machete (1940–) |                          | 15 de fevereiro de 1985 | 6 de novembro de 1985   |         | IX Soares                                                                         |
| 18                                      | Leonardo Eugénio Ramos Ribeiro de Almeida (1924–2006) |                          | 6 de novembro de 1985   | 17 de agosto de 1987    |         | X Cavaco Silva                                                                    |
| 19                                      | Eurico da Silva Teixeira de Melo (1925–2012) |                          | 17 de agosto de 1987    | 5 de janeiro de 1990    |         | XI Cavaco Silva                                                                   |
| 20                                      | Carlos Eugénio Pereira de Brito (1935–) |                          | 5 de janeiro de 1990    | 5 de março de 1990      |         | XI Cavaco Silva                                                                   |
| 21                                      | Joaquim Fernando Nogueira (1950–) |                          | 5 de março de 1990      | 16 de março de 1995     |         | XI Cavaco Silva                                                                   |
| 21                                      | Joaquim Fernando Nogueira (1950–) | XII Cavaco Silva         | 5 de março de 1990      | 16 de março de 1995     |         |                                                                                   |
| 22                                      | António Jorge de Figueiredo Lopes (1936–) |                          | 16 de março de 1995     | 28 de outubro de 1995   |         |                                                                                   |
| 23                                      | António Manuel de Carvalho Ferreira Vitorino (1957–) |                          | 28 de outubro de 1995   | 25 de novembro de 1997  |         | XIII Guterres                                                                     |
| 24                                      | José Veiga Simão (1929–2014) |                          | 25 de novembro de 1997  | 29 de maio de 1999      |         | XIII Guterres                                                                     |
| 25                                      | Jaime José de Matos da Gama (1947–) |                          | 29 de maio de 1999      | 25 de outubro de 1999   |         | XIII Guterres                                                                     |
| 26                                      | Júlio de Lemos de Castro Caldas (1943–2020) |                          | 25 de outubro de 1999   | 3 de julho de 2001      |         | XIV Guterres                                                                      |
| 27                                      | Rui Eudardo Ferreira Rodrigues Pena (1939–2018) |                          | 3 de julho de 2001      | 6 de abril de 2002      |         | XIV Guterres                                                                      |
| #                                       | Ministro de Estado e da Defesa Nacional (Nascimento–Morte) | Retrato                  | Início do mandato       | Fim do mandato          | Governo | Governo                                                                           |
| 28                                      | Paulo de Sacadura Cabral Portas (1962–) |                          | 6 de abril de 2002      | 17 de julho de 2004     |         | XV Durão Barroso                                                                  |
| #                                       | Ministro de Estado, da Defesa Nacional e dos Assuntos do Mar (Nascimento–Morte) | Retrato                  | Início do mandato       | Fim do mandato          | Governo | Governo                                                                           |
| –                                       | Paulo de Sacadura Cabral Portas (continuação) (1962–) |                          | 17 de julho de 2004     | 12 de março de 2005     |         | XVI Santana Lopes                                                                 |
| #                                       | Ministro da Defesa Nacional (Nascimento–Morte) | Retrato                  | Início do mandato       | Fim do mandato          | Governo | Governo                                                                           |
| 29                                      | Luís Filipe Marques Amado (1953–) |                          | 12 de março de 2005     | 3 de julho de 2006      |         | XVII Sócrates                                                                     |
| 30                                      | Henrique Nuno Pires Severiano Teixeira (1957–) |                          | 3 de julho de 2006      | 26 de outubro de 2009   |         | XVII Sócrates                                                                     |
| 31                                      | Augusto Ernesto dos Santos Silva (1956–) |                          | 26 de outubro de 2009   | 21 de junho de 2011     |         | XVIII Sócrates                                                                    |
| 32                                      | José Pedro Correia de Aguiar-Branco (1957–) |                          | 21 de junho de 2011     | 26 de novembro de 2015  |         | XIX Passos Coelho                                                                 |
| 32                                      | José Pedro Correia de Aguiar-Branco (1957–) | XX Passos Coelho         | 21 de junho de 2011     | 26 de novembro de 2015  |         |                                                                                   |
| 33                                      | José Alberto de Azeredo Ferreira Lopes (1961–) |                          | 26 de novembro de 2015  | 15 de outubro de 2018   |         | XXI Costa                                                                         |
| 34                                      | João Titterington Gomes Cravinho (1964–) |                          | 15 de outubro de 2018   | 30 de março de 2022     |         | XXI Costa                                                                         |
| 34                                      | João Titterington Gomes Cravinho (1964–) | XXII Costa               | 15 de outubro de 2018   | 30 de março de 2022     |         |                                                                                   |
| 35                                      | Maria Helena Chaves Carreiras (1965–) |                          | 30 de março de 2022     | 2 de abril de 2024      |         | XXIII Costa                                                                       |
| 36                                      | João Nuno Lacerda Teixeira de Melo (1966–) |                          | 2 de abril de 2024      | presente                |         | XXIV Montenegro                                                                   |
| 36                                      | João Nuno Lacerda Teixeira de Melo (1966–) | XXV Montenegro           | 2 de abril de 2024      | presente                |         |                                                                                   |

### Lista de ministros da Defesa Nacional vivos
| Nome                       | Mandato(s) | Idade              |
| -------------------------- | ---------- | ------------------ |
| Ricardo Bayão Horta        | 1983       | 88 anos e 197 dias |
| Rui Machete                | 1985       | 85 anos e 58 dias  |
| Carlos Brito               | 1990       | 89 anos e 197 dias |
| Fernando Nogueira          | 1990–1995  | 75 anos e 70 dias  |
| António Figueiredo Lopes   | 1995       | 88 anos e 195 dias |
| António Vitorino           | 1995–1997  | 68 anos e 143 dias |
| Jaime Gama                 | 1999       | 77 anos e 361 dias |
| Paulo Portas               | 2002–2005  | 62 anos e 265 dias |
| Luís Amado                 | 2005–2006  | 71 anos e 260 dias |
| Nuno Severiano Teixeira    | 2006–2009  | 67 anos e 211 dias |
| Augusto Santos Silva       | 2009–2011  | 68 anos e 288 dias |
| José Pedro Aguiar-Branco   | 2011–2015  | 67 anos e 321 dias |
| José Alberto Azeredo Lopes | 2015–2018  | 63 anos e 349 dias |
| João Gomes Cravinho        | 2018–2022  | 60 anos e 353 dias |
| Helena Carreiras           | 2022–2024  | 59 anos e 251 dias |
| Nuno Melo                  | 2024–      | 59 anos e 78 dias  |